# 19 أغسطس
- السبت
- الأحد
- الاثنين
- الثلاثاء
- الأربعاء
- الخميس
- الجمعة

- 261 صفر 1447  هـ
- 272 صفر 1447  هـ
- 283 صفر 1447  هـ
- 294 صفر 1447  هـ
- 305 صفر 1447  هـ
- 316 صفر 1447  هـ
- 17 صفر 1447  هـ
- 28 صفر 1447  هـ
- 39 صفر 1447  هـ
- 410 صفر 1447  هـ
- 511 صفر 1447  هـ
- 612 صفر 1447  هـ
- 713 صفر 1447  هـ
- 814 صفر 1447  هـ
- 915 صفر 1447  هـ
- 1016 صفر 1447  هـ
- 1117 صفر 1447  هـ
- 1218 صفر 1447  هـ
- 1319 صفر 1447  هـ
- 1420 صفر 1447  هـ
- 1521 صفر 1447  هـ
- 1622 صفر 1447  هـ
- 1723 صفر 1447  هـ
- 1824 صفر 1447  هـ
- 1925 صفر 1447  هـ
- 2026 صفر 1447  هـ
- 2127 صفر 1447  هـ
- 2228 صفر 1447  هـ
- 2329 صفر 1447  هـ
- 241 ربيع الأول 1447  هـ
- 252 ربيع الأول 1447  هـ
- 263 ربيع الأول 1447  هـ
- 274 ربيع الأول 1447  هـ
- 285 ربيع الأول 1447  هـ
- 296 ربيع الأول 1447  هـ
- 307 ربيع الأول 1447  هـ
- 318 ربيع الأول 1447  هـ
- 19 ربيع الأول 1447  هـ
- 210 ربيع الأول 1447  هـ
- 311 ربيع الأول 1447  هـ
- 412 ربيع الأول 1447  هـ
- 513 ربيع الأول 1447  هـ

19 أغسطس أو 19 آب أو يوم 19 \ 8 (اليوم التاسع عشر من الشهر الثامن) هو اليوم الحادي والثلاثون بعد المئتين (231) من السنوات البسيطة، أو اليوم الثاني والثلاثون بعد المئتين (232) من السنوات الكبيسة وفقًا للتقويم الميلادي الغربي (الغريغوري). يبقى بعده 134 يوما لانتهاء السنة.

## أحداث
- 1920 -
  - المندوب السامي الفرنسي في سوريا وكيليكيا الجنرال هنري غورو يصدر مرسوماً بفصل قضاء جسر الشغور وناحية البحر والبوجاق (قضاء اللاذقية) وناحية كنسبا (قضاء صهيون) عن لواء اسكندرونة المتمع بالحكم الذاتي.
  - المفوض السامي الفرنسي يصدر قراراً يعتبر الورق النقدي الصادر عن بنك سوريا (لاحقاً بنك سوريا ولبنان الكبير ثم بنك سوريا ولبنان) العملة الرسمية التي تحسب على أساسها الضرائب والرسوم وسائر المدفوعات.
- 1934 - انتخاب مستشار ألمانيا أدولف هتلر رئيسًا لها وذلك في تطور لم يسبق له مثيل في تاريخ الجمهورية.
- 1940 - القوات الإيطالية تستولي على منطقة الصومال البريطانية وذلك خلال الحرب العالمية الثانية.
- 1953 - الجيش الإيراني يقوم بدعم ومساعدة من الولايات المتحدة بإسقاط حكومة رئيس الوزراء محمد مصدق وإعادة تنصيب محمد رضا بهلوي شاهًا لإيران.
- 1973 - فرنسا تفجر قنبلتها الذرية الثالثة على بعد سبعمائة وخمسين كيلو مترًا من جزيرة تاهيتي بالمحيط الهادي.
- 1978 - حريق سينما ركس، في إيران.
- 1981 - طائرتان إف - 14 توم كات أمريكيتان تسقطان طائرتين ليبيتين من طراز سوخوي سو-17 في خليج سرت قبالة السواحل الليبية وهي الحادثة التي عرفت باسم حادثة خليج سرت.
- 1987 - مذبحة هانجيرفورد.
- 1991 - محاولة انقلاب في الاتحاد السوفيتي قادها نائب الرئيس غينادي ياناييف أدت للإطاحة بالرئيس ميخائيل غورباتشوف وتشكيل لجنة للرئاسة بقيادة ياناييف، إلا أن الانقلاب فشل وعاد غورباتشوف إلى السلطة خلال أيام.
- 2003 - إلقاء القبض على طه ياسين رمضان على يد قوات البشمركة الكردية التي سلمته للقوات الأمريكية.
- 2009 - تفجيرات في بغداد تستهدف منشآت حكومية وأخرى خاصة أسفرت عن مقتل 95 شخصًا وإصابة 565 آخرين.
- 2010 - آخر الوحدات القتالية الأمريكية تغادر العراق قبل نحو أسبوعين من الموعد النهائي لانسحابها وإنهاء المهام القتالية للجيش الأمريكي بالعراق وذلك بعد حوالي سبعة أعوام ونصف العام على الغزو الأمريكي.
- 2015 - اختطاف أربعة مسافرين فلسطينيين من غزة في مدينة رفح شمال سيناء بمصر.
- 2014 - تنظيم الدولة الإسلامية في العراق والشام (داعش) يبث شريط يظهر إعدام الصحافي الأميركي جيمس فولي الذي اختطف في سوريا في تشرين الثاني 2013.
- 2017 - مصرع 23 شخصًا على الأقل وإصابة 156 آخرين في حادث انحراف قطار عن مساره في ولاية أُتّر پردیش في الهند.
- 2020 -
  - عدد الإصابات المؤكدة بجائحة كورونا يتخطّى حاجز 22 مليون شخص حول العالم، من بينهم أكثر من 781 ألف حالة وفاة وحوالي 14 مليونًا و135 ألف حالة تماثلت للشفاء.
  - رئيس جمهورية مالي، إبراهيم أبو بكر كيتا، يُعلن استقالته وحل الحُكُومة إثر اعتقاله من قبل الجيش في انقلابٍ عسكريٍّ بعد بضعة شهور من الاحتجاجات الشعبيَّة.

## مواليد
- 1848 - غوستاف كاييبوت، رسام فرنسي.
- 1853 - ألكسي بروسيلوف، جنرال روسي.
- 1863 - الحسن بن يحيى القاسمي، عالم مسلم وفقيه زيدي يمني.
- 1871 - أورفيل رايت، أحد الأخوان رايت الأمريكيين اللذان اخترعا الطائرة.
- 1878 - مانويل كويزون، رئيس الفلبين.
- 1881 - جورج اينيسكو، موسيقي روماني.
- 1890 - إبراهيم المازني، أديب وشاعر مصرى.
- 1910 - إبراهيم عمارة، ممثل ومخرج مصري.
- 1914 - لايوس باروتي، لاعب ومدرب كرة قدم هنغاري.
- 1946 - بيل كلينتون، رئيس الولايات المتحدة.
- 1947 - روجر شالر باجنال، عالم برديات أمريكي.
- 1948 - حمدة خميس، شاعرة بحرينية.
- 1951 - جون ديكون، عضو فرقة كوين.
- 1967 - سعيد العويران، لاعب كرة قدم سعودي.
- 1969 - ماثيو بيري، ممثل أمريكي.
- 1970 - جيهان سلامة، ممثلة مصرية.
- 1971 - خواو فييرا بينتو، لاعب كرة قدم برتغالي.
- 1972 - روبرتو أبوندازيري، حارس مرمى كرة قدم أرجنتيني.
- 1973 -
  - رزان مغربي، إعلامية لبنانية.
  - ماركو ماتيراتسي، لاعب كرة قدم إيطالي.
- 1978 - ميساء مغربي، ممثلة مغربية.
- 1979 - غزلان ناصر، ممثلة لبنانية تعمل في السعودية.
- 1980 - علا رشدي، ممثلة مصرية.
- 1984 - أليساندرو ماتري، لاعب كرة قدم إيطالي.
- 1987 - ريتشارد ستيرمان، لاعب كرة قدم إنجليزي.
- 1989 - شيلاء سبت، ممثلة وعارضة أزياء بحرينية.
- 1991 - سالم الدوسري، لاعب كرة قدم سعودي.

## وفيات
- 14 - أغسطس قيصر، إمبراطور الإمبراطورية الرومانية الأول.
- 1580 - أندريا بالاديو، مهندس معماري فينيسي.
- 1662 - بليز باسكال، عالم فيزياء ورياضيات وفيلسوف فرنسي.
- 1753 - يوهان بالتازار نويمان، مهندس عسكري ومعماري ألماني.
- 1923 - فيلفريدو باريتو، فيلسوف واقتصادي إيطالي.
- 1954 - ألتشيدي دي غاسبيري، رئيس وزراء إيطاليا.
- 1957 - هادي الصائغ، فقيه ومدرس وكاتب عراقي.
- 1981 - محمد سليمان الأحمد (بدوي الجبل)، شاعر ووزير سوري أسبق.
- 1993 - صلاح جديد، أبرز قادة حزب البعث قبل وصول حافظ الأسد إلى السلطة.
- 1994 -
  - أنطون بطرس خريش، بطريرك الكنيسة المارونية.
  - لينوس باولنغ، عالم فيزياء وكيمياء أمريكي حاصل على جائزة نوبل في الكيمياء عام 1954 وجائزة نوبل للسلام عام 1962.
- 1996 - عبد الفتاح عايش عمرو، قاضي شرعي وشاعر أردني.
- 2007 - عتاب، مغنية سعودية.
- 2010 - أمين الهندي، سياسي وعسكري فلسطيني.
- 2011 - حسين رشيد خريس، شاعر أردني.
- 2013 - مساعد بن عبد العزيز آل سعود، أمير سعودي.
- 2014 - سميح القاسم، شاعر فلسطيني من عرب 48.
- 2016 - دونالد هندرسون، عالم أوبئة وطبيب ومعلم أمريكي، لعبَ دوراً أساسياً في القضاء على الجدري.
- 2017 - محفوظ عبد الرحمن، كاتب مصري.

## أعياد ومناسبات
- يوم الطيران الوطني في الولايات المتحدة.
- عيد اللغة الفلبينية.

## وصلات خارجية
- وكالة الأنباء القطريَّة: حدث في مثل هذا اليوم.
- النيويورك تايمز: حدث في مثل هذا اليوم.
- BBC: حدث في مثل هذا اليوم.